# Hans-Ulrich Rudel
Hans-Ulrich Rudel Konradswaldau, 2. srpnja 1916. - Rosenheim, 18. prosinca 1982.) bio je njemački pilot-bombarder koji je za vrijeme Drugog svjetskog rata letio na obrušavajućim bombarderu Štuka. Bio je najviše odlikovani pripadnik Luftwaffea. Dobio je najviše njemačko odlikovanje – Viteški križ Željeznog križa sa zlatnim hrastovim listovima, mačevima i dijamantima.
Tijekom Drugog svjetskog rata uništio je veliki broj zemaljskih ciljeva, preko 500 tenkova i jedan sovjetski bojni brod, Marat.

## Životopis
Rudel se rodio u obitelji protestantskog svećenika u gradu Konradswaldauu (Šleska), u Njemačkoj (u Poljskoj poslije 1945. god.). 1936. god. je stupio u Luftwaffe kao časnik kadet. Zbog svog lošeg obrazovanja prošao je obuku za pilota izviđača.
Tijekom napada na Poljsku obavljao je duge izviđačke letove. 11. listopada 1939. god. odlikovan je Željeznim križem II klase. U svibnju 1940. god. primljen je u školu bombardiranja iz obrušavanja u kojoj su obučavani budući piloti Štuka. Po završetku obuke raspoređen je u bombarderske grupu naoružanu Štukama koja je bila stacionirana u blizini Stuttgarta. Sudjelovao je u napadu na Francusku i u bitci za Kretu ali nije imao borbenu ulogu.
Svoj prvi borbeni let Rudel je izvršio 23. lipnja 1941. god., dan nakon početka Operacije Barbarossa. Njegova pilotska vještina mu je vrlo brzo donijela Željezni križ I. klase koji mu je uručen 18. srpnja 1941. god. 23. rujna 1941. god. Rudel je tijekom napada na sovjetsku luku Kronstadt, potopio sovjetski bojni brod "Marat".  Tijekom Drugog svjetskog rata Rudel je ukupno izvršio 2.530 borbenih letova (svjetski rekord) tijekom kojih je uništio preko 2.000 zemaljskih ciljeva (među kojima 519 tenkova 0,70 desantnih brodova i preko 150 protutenkovskih i protivavionskih top ova), kao i  bojni brod, dvije krstarice, razarač i 13 zrakoplova. Oboren je čak 32 puta (iza neprijateljskih linija) ali je uvijek uspijevao vratiti u svoju jedinicu. Staljin je ucijenio njegovu glavu na 100.000 rubalja.
Bio je najodlikovaniji njemački borac. Početkom 1945. god. odlikovan je zlatnim Njemačkim križem, pilotskom izviđačkom značkom s dijamantima i značkom za sudjelovanje u bliskoj borbi s 2.000 letova u dijamantima. Također je jedini pripadnik njemačkih oružanih snaga u Drugom svjetskom ratu koji je odlikovan Viteškim križem željeznog križa s zlatnim hrastovim lišćem, mačevima i dijamantima. U veljači 1945. god. njegov zrakoplov je pogođen protuzrakoplovnom vatrom, a Rudel je ranjen u desnu butinu. Unatoč tome što mu je ozlijeđena noga amputirana Rudel je zahvaljujući protezi nastavio letjeti. Predao se američkim snagama u svibnju 1945. god. Preselio se u Argentinu 1948. god.
Nakon rata Rudel je postao blizak prijatelj i povjerenik argentinskog predsjednika Juana Perona. Napisao je knjigu pod nazivom "Unatoč svemu" kao i knjigu sjećanja koja se zove "Štuka pilot" i u kojoj je podržao većinu nacističkih stavova.
Vratio se u Zapadnu Njemačku 1953. god. Bio je uspješan poslovni čovjek u poslijeratnoj Njemačkoj. Umro je 1982. u Rosenheimu, a pokopan je u Dornhausenu.

## Vanjske poveznice
- http://www.dnevno.hr/ekalendar/na-danasnji-dan/61184-najodlikovaniji-hitlerov-vojnik-1916.html  Arhivirana inačica izvorne stranice od 5. srpnja 2013. (Wayback Machine)